# الکساندر ایوانف (بازیکن فوتبال، زاده ۱۹۹۰)
الکساندر ایوانف (روسی: Александр Яковлевич Иванов؛ زادهٔ ۲۵ آوریل ۱۹۹۰) بازیکن فوتبال اهل روسیه است.